# Shir shel yom
Le shir shel yom (hébreu : שיר של יום « chant du jour ») est un psaume récité dans la liturgie juive en fin d’office matinal. Ce psaume, calqué sur le chant des Lévites à l’époque du second Temple de Jérusalem, varie en fonction du jour de la semaine.

## Leshir shel yomdans le sources juives
La mention la plus ancienne de l’usage se trouve dans le Livre des Psaumes lui-même, le psaume 92 s’intitulant « chant du jour pour le jour du sabbat ». Le choix des psaumes est également fixé de longue date, ainsi qu’en attestent les entêtes ajoutés par les traducteurs dans la Septante et la Vulgate — le psaume 24 comporte ainsi ΠΡΟΣ σέ (pros de, « premier jour ») en grec et Prima sabbati (« premier [jour] du sabbat », ainsi que les Hébreux surnomment la semaine) en latin, indiquant qu’il était lu le dimanche, et il en est de même pour les psaumes du lundi, mercredi, vendredi et sabbat. La liste complète est donnée dans la mishna Tamid 7:4 : 

« [Voici] le chant que les Lévites disaient au Temple :
le premier jour, ils disaient « À Dieu la terre et ce qu’elle renferme »,
le second [jour], ils disaient « Dieu est grand et très-loué »,
le troisième, ils disaient « Dieu se tient dans l’assemblée divine »,
le quatrième, ils disaient « Dieu des vengeances, YHWH »,
le cinquième, ils disaient « Célébrez Dieu, notre force »,
le sixième, ils disaient « Dieu règne, de majesté il est vêtu »,
le sabbat, ils disaient « Chant du jour pour le jour du sabbat », chant pour le futur à venir, pour le jour qui est tout entier sabbat, repos pour la vie éternelle. »

Chaque psaume aurait, selon une tradition orale qui cite Rabbi Yehouda au nom de Rabbi Akiva, été choisi pour le rôle qu’a tenu Dieu lors des sept jours de la création : au jour un, il règne seul, séparant les domaines des cieux et de la terre au second jour, faisant émerger au troisième jour la terre qui est destinée à héberger son assemblée, plaçant au quatrième jour les luminaires dans les cieux et préparant sa vengeance contre ceux qui se prosterneront devant ces corps célestes, peuplant les mers et cieux d’êtres vivants qui loueront aussitôt son nom, achevant son œuvre au sixième jour et s’abstenant de rien créer au septième jour, ce qui le particularise et lui vaut d’être appelé sabbat (hébreu : שבת shabbat, « abstention ») plutôt que septième jour.
Le Talmud de Babylone suggère par ailleurs qu’il existe des psaumes différents pour les jours sanctifiés puisque c’est à la suite d’une confusion dans le chant des Lévites qu’il est décidé d’observer un second jour à Rosh Hashana alors que la Bible n’en prescrit qu’un. Il n’indique cependant pas le psaume qui était choisi pour cette occasion ou pour d’autres.